# Real Audiencia di Quito

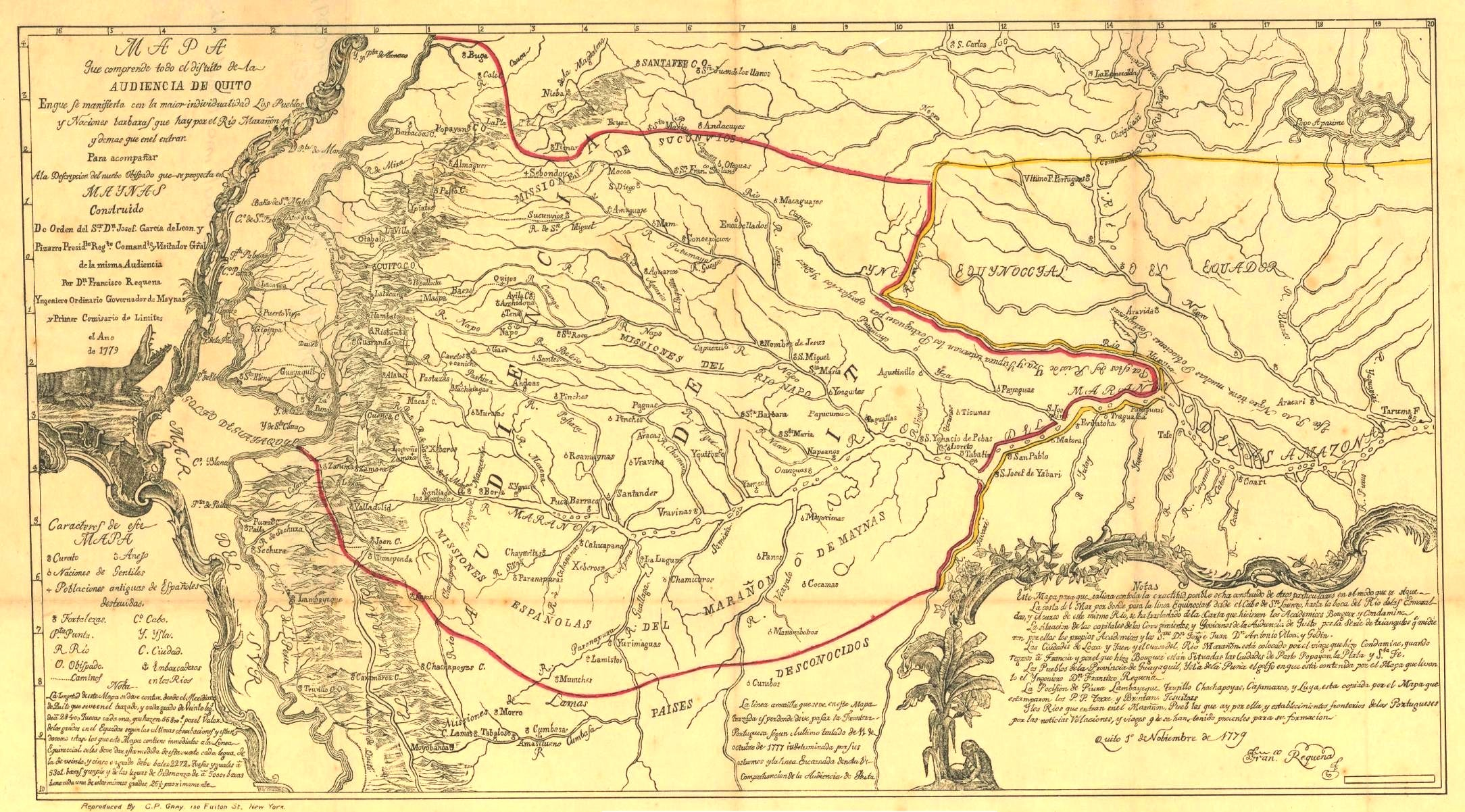
Mappa della Real Audiencia de Quito nel 1779.

La Real Audiencia di Quito (in spagnolo: Real Audiencia de Quito), a volte indicata come Regno di Quito (1563-1822), fu una Real Audiencia dell'Impero spagnolo che aveva giurisdizione politica, militare e religiosa e che fece parte prima del Vicereame del Perù (1563-1717) e poi del Vicereame della Nuova Granada. Fu creata con regio decreto il 29 agosto 1563 da Filippo II di Spagna, nella città di Guadalajara. 
Ebbe termine nel 1822 con la costituzione della Repubblica di Gran Colombia, istituita nel 1819 in seguito all'indipendenza degli stati sudamericani dal dominio spagnolo. I suoi territori comprendevano l'Ecuador, parti del nord di Perù e Brasile e parte del sud della Colombia.
Nonostante fosse subordinata al Vicereame del Perù l'entità amministrativa era di fatto autonoma per la considerevole distanza che esisteva con Lima e Cuzco prima e con Bogotà poi, quando divenne parte del Vicereame della Nuova Granada.